# بلد المعلم
بلد المعلم هو فيلم من نوع دراما أُصدر في 20 مارس 2008.  الفيلم من إخراج وسيناريو Bohdan Sláma ‏.

## القصة
تقع أحداث الفيلم في التشيك.

## طاقم التمثيل
- Zuzana Kronerová [الإنجليزية]‏
- Cyril Drozda  [لغات أخرى]‏
- Vojtěch Kotek [الإنجليزية]‏
- ماريك دانيال
- بافيل ليسكا
- Zuzana Bydžovská [الإنجليزية]‏
- Miroslav Krobot [الإنجليزية]‏
- Marie Ludvíková  [لغات أخرى]‏
- Tereza Ramba [الإنجليزية]‏

## الإنتاج
موسيقى الفيلم التصويرية كانت من تأليف Vladimír Godár ‏.

## وصلات خارجية
- بلد المعلم على موقع IMDb (الإنجليزية)
- بلد المعلم على موقع نتفليكس (الإنجليزية)
- بلد المعلم على موقع ألو سيني (الفرنسية)
- بلد المعلم على موقع Turner Classic Movies (الإنجليزية)
- بلد المعلم على موقع أول موفي (الإنجليزية)
- بلد المعلم على موقع فيلمافينيتي (الإسبانية)
- بلد المعلم على موقع قاعدة بيانات الفيلم (الإنجليزية)
- بلد المعلم على موقع ليتربوكسد (الإنجليزية)
- بلد المعلم على موقع كينوبويسك (الروسية)